# Lasse Oksanen
Temple de la renommée de l'IIHF : 1999
Temple de la renommée finlandais : 1987
Lasse Oksanen (né le 7 décembre 1942 à Tampere en Finlande) est un joueur professionnel finlandais de hockey sur glace qui évoluait au poste d'ailier droit,.

## Biographie

### Carrière
Né à Tampere, Oksanen commence tout naturellement le hockey dans un des trois clubs de la ville évoluant dans la SM-Sarja, l'élite finlandaise. C'est au Ilves Tampere qu'il débute, les deux autres clubs étant le Tappara Tampere et le Koo-Vee Tampere. Lors de la saison 1960-61, alors qu'il est encore junior, il joue ses deux premiers matchs avec l'équipe senior et marque un but. La saison suivante, il est titulaire de l'équipe et joue 17 des 18 matchs de l'équipe, et remporte son premier titre de champion de Finlande.
En 1964, il est sélectionné pour sa première compétition internationale avec l'équipe de Finlande. Il dispute les Jeux olympiques qui se déroulent à Innsbruck en Autriche et y marque 2 buts en 8 matchs ; la Finlande termine à la 5e place. Lors de la saison 1964-65, il est sélectionné dans l'équipe type du championnat pour la première fois et y sera ensuite élu chaque saison jusqu'en 1972. Il joue également son premier championnat du monde en 1965 et tout comme pour l'équipe type, il y sera présent chaque année jusqu'en 1972.
Lors de la saison 1965-66 où il remporte son deuxième titre de champion de Finlande, il est élu joueur finlandais de l'année. La saison suivante, il dépasse pour la première fois les 20 buts et 30 points marqués et termine à la deuxième place des buteurs et des pointeurs derrière Matti Keinonen. En 1967-68, il termine troisième pointeur de la ligue derrière deux de ses coéquipiers et remporte le trophée Raimo-Kilpiö du joueur le plus fair-play.
Après une saison 1968-69 où il termine une nouvelle fois dans les cinq meilleurs pointeurs de la ligue, il se distingue en 1969-70 en marquant un record de 7 coups du chapeau en une seule saison ; il termine deuxième pointeur et meilleur buteur de la saison. En 1970-71, il remporte le Lynces Academici Forward Award puis un nouveau titre de champion avec son équipe en 1971-72.
Après une saison 1972-73 en demi-teinte où il ne marque que 12 buts et 25 points, et, pour la première fois depuis 1965, n'est ni sélectionné pour le championnat du monde ni nommé dans l'équipe-type du championnat, il retrouve la sélection nationale l'année suivante. En 1974-75, il est à nouveau sélectionné avec la Finlande et retrouve les honneurs de l'équipe type de la SM-Sarja. À
l'issue de cette saison, il quitte l'équipe de ses débuts avec laquelle il a joué 14 saisons consécutives pour la Série A en Italie. Il y remporte le championnat en 1976 puis, après une nouvelle saison avec le HC Gardena, revient jouer pour le Ilves Tampere dans la SM-liiga, remplaçante de la SM-Saarja. Il reste deux ans en Finlande, retourne en Italie pour une année et revient à nouveau en Finlande pour deux dernières saisons avec le Ilves Tampere. Il termine sa carrière professionnelle lors d'une dernière saison dans la I divisioona avec le KooVee Tampere.
De 1960 à 1983, il totalise 477 matchs, 268 buts et 230 aides pour 498 points dans le championnat finlandais, tous marqués avec le Ilves Tampere. Il joue également 282 matchs avec l'équipe nationale dont 128 en compétition officielle.

### Postérité
En 1987, il est nommé Jääkiekkoleijona (« Lion du hockey sur glace ») numéro 53 du temple de la renommée du hockey finlandais. Depuis 1994, le trophée Lasse-Oksanen est remis annuellement au meilleur joueur de la saison régulière de hockey sur glace du championnat de Finlande (SM-liiga). En 1999, il est admis au temple de la renommée de l'IIHF.
Le numéro 14 qu'il portait a été retiré par le Ilves Tampere et ne sera plus jamais porté dans le club.

## Statistiques
| Saison          | Équipe          | Ligue               |     | Saison régulière | Saison régulière | Saison régulière | Saison régulière | Saison régulière |   | Séries éliminatoires | Séries éliminatoires | Séries éliminatoires | Séries éliminatoires | Séries éliminatoires |
| Saison          | Équipe          | Ligue               | PJ  | B                | A                | Pts              | Pun              | PJ               | B | A                    | Pts                  | Pun                  |                      |                      |
| 1960-1961       | Ilves Tampere   | SM-Sarja            | 2   | 1                | 0                | 1                | 0                |                  |   |                      |                      |                      |                      |                      |
| 1960-1961       | Ilves Tampere   | SM-Sarja Jr.        |     |                  |                  |                  |                  |                  |   |                      |                      |                      |                      |                      |
| 1961-1962       | Ilves Tampere   | SM-Sarja            | 17  | 3                | 4                | 7                | 0                |                  |   |                      |                      |                      |                      |                      |
| 1962-1963       | Ilves Tampere   | SM-Sarja            | 18  | 5                | 7                | 12               | 9                |                  |   |                      |                      |                      |                      |                      |
| 1963-1964       | Ilves Tampere   | SM-Sarja            | 17  | 13               | 10               | 23               | 12               |                  |   |                      |                      |                      |                      |                      |
| 1964-1965       | Ilves Tampere   | SM-Sarja            | 18  | 13               | 7                | 20               | 8                |                  |   |                      |                      |                      |                      |                      |
| 1965-1966       | Ilves Tampere   | SM-Sarja            | 19  | 8                | 13               | 21               | 12               |                  |   |                      |                      |                      |                      |                      |
| 1966-1967       | Ilves Tampere   | SM-Sarja            | 21  | 23               | 14               | 37               | 6                |                  |   |                      |                      |                      |                      |                      |
| 1967-1968       | Ilves Tampere   | SM-Sarja            | 19  | 15               | 11               | 26               | 4                |                  |   |                      |                      |                      |                      |                      |
| 1968-1969       | Ilves Tampere   | SM-Sarja            | 22  | 21               | 15               | 36               | 10               |                  |   |                      |                      |                      |                      |                      |
| 1969-1970       | Ilves Tampere   | SM-Sarja            | 22  | 32               | 19               | 51               | 6                |                  |   |                      |                      |                      |                      |                      |
| 1970-1971       | Ilves Tampere   | SM-Sarja            | 32  | 17               | 20               | 37               | 12               |                  |   |                      |                      |                      |                      |                      |
| 1971-1972       | Ilves Tampere   | SM-Sarja            | 26  | 18               | 19               | 37               | 10               |                  |   |                      |                      |                      |                      |                      |
| 1972-1973       | Ilves Tampere   | SM-Sarja            | 36  | 12               | 13               | 25               | 12               |                  |   |                      |                      |                      |                      |                      |
| 1973-1974       | Ilves Tampere   | SM-Sarja            | 36  | 23               | 20               | 43               | 16               |                  |   |                      |                      |                      |                      |                      |
| 1974-1975       | Ilves Tampere   | SM-Sarja            | 30  | 15               | 11               | 26               | 16               |                  |   |                      |                      |                      |                      |                      |
| 1975-1976       | HC Gardena      | Série A             |     | 27               |                  | 27               |                  |                  |   |                      |                      |                      |                      |                      |
| 1976-1977       | HC Gardena      | Serie A             |     | 23               |                  | 23               |                  |                  |   |                      |                      |                      |                      |                      |
| 1977-1978       | Ilves Tampere   | SM-Liiga            | 35  | 13               | 16               | 29               | 4                | 7                | 2 | 4                    | 6                    | 0                    |                      |                      |
| 1978-1979       | Ilves Tampere   | SM-Liiga            | 36  | 18               | 10               | 28               | 10               |                  |   |                      |                      |                      |                      |                      |
| 1979-1980       | AS Asiago       | Série A2 - Série B1 |     | 24               | 37               | 61               | 6                |                  |   |                      |                      |                      |                      |                      |
| 1980-1981       | Ilves Tampere   | SM-Liiga            | 35  | 13               | 8                | 21               | 6                | 2                | 0 | 0                    | 0                    | 0                    |                      |                      |
| 1981-1982       | Ilves Tampere   | SM-Liiga            | 36  | 5                | 13               | 18               | 2                |                  |   |                      |                      |                      |                      |                      |
| 1982-1983       | KooVee Tampere  | I divisioona        |     |                  |                  |                  |                  |                  |   |                      |                      |                      |                      |                      |
| Totaux SM Liiga | Totaux SM Liiga | Totaux SM Liiga     | 477 | 268              | 230              | 498              | 155              | 9                | 2 | 4                    | 6                    | 0                    |                      |                      |

Statistiques en équipe nationale
| Année  | Compétition          |        | PJ  | B  | A  | Pts | Pun      |   | Résultats |
| 1964   | Jeux olympiques      | 8      | 2   | 0  | 2  | 0   | 6e place |   |           |
| 1965   | Championnat du monde | 7      | 1   | 0  | 1  | 0   | 6e place |   |           |
| 1966   | Championnat du monde | 7      | 3   | 2  | 5  | 0   | 7e place |   |           |
| 1967   | Championnat du monde | 7      | 2   | 0  | 2  | 0   | 6e place |   |           |
| 1968   | Jeux olympiques      | 8      | 5   | 3  | 8  | 4   | 5e place |   |           |
| 1969   | Championnat du monde | 10     | 2   | 0  | 2  | 2   | 5e place |   |           |
| 1970   | Championnat du monde | 10     | 2   | 2  | 4  | 2   | 4e place |   |           |
| 1971   | Championnat du monde | 10     | 4   | 2  | 6  | 4   | 4e place |   |           |
| 1972   | Jeux olympiques      | 6      | 3   | 0  | 3  | 2   | 5e place |   |           |
| 1972   | Championnat du monde | 10     | 5   | 3  | 8  | 2   | 4e place |   |           |
| 1974   | Championnat du monde | 10     | 1   | 3  | 4  | 0   | 4e place |   |           |
| 1975   | Championnat du monde | 10     | 3   | 5  | 8  | 7   | 4e place |   |           |
| 1976   | Coupe Canada         | 5      | 3   | 0  | 3  | 0   | 6e place |   |           |
| 1976   | Championnat du monde | 10     | 0   | 0  | 0  | 4   | 7e place |   |           |
| 1977   | Championnat du monde | 10     | 3   | 6  | 9  | 2   | 5e place |   |           |
| Totaux | Totaux               | Totaux | 128 | 39 | 26 | 65  | 29       | - |           |

## Honneurs et récompenses
- Nommé dans l'équipe type de la SM-sarja : 1965, 1966, 1967, 1968, 1969, 1970, 1971, 1972, 1975
- Joueur finlandais de l'année : 1966
- Trophée Raimo-Kilpiö : 1968
- Meilleur buteur de la SM-sarja : 1970
- Lynces Academici Forward Award : 1971